# مزرعه خرم‌آباد (البرز)
مزرعه خرم‌آباد یک منطقهٔ مسکونی در ایران است که در شهرستان اشتهارد واقع شده‌است. براساس سرشماری مرکز آمار ایران در سال ۱۳۹۵، این روستا کمتر از سه خانوار جمعیت داشته‌است.